# Cesare Ripa

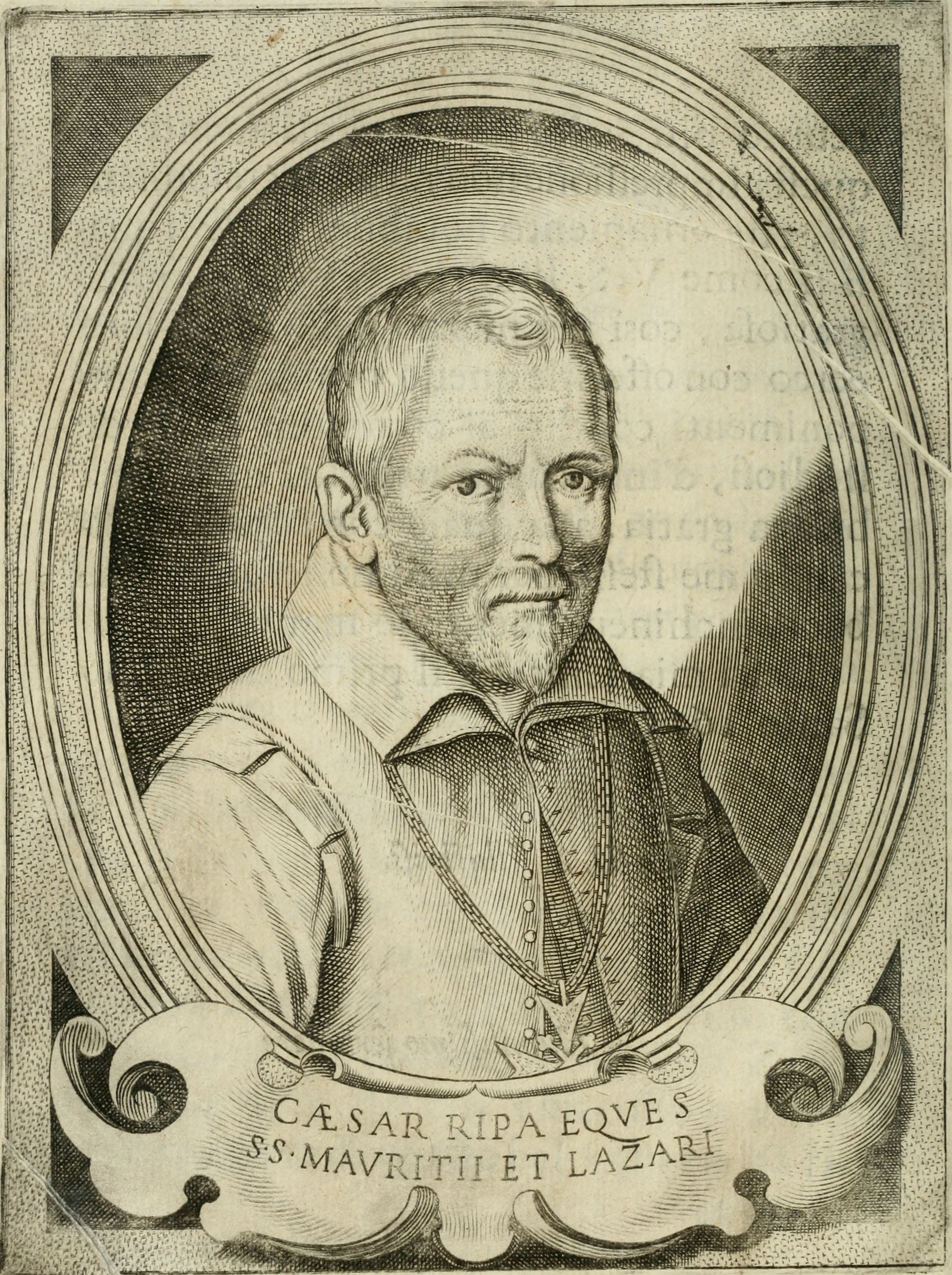
Cesare Ripa (in der Ausgabe der Iconologia von 1624)

Cesare Ripa (* um 1555 in Perugia; † 1622 in Rom) war ein italienischer Koch, Schriftsteller und Gelehrter.
Ripa reiste als junger Mann nach Rom. Dort arbeitete er lange als Diener und Koch für Kardinal Anton Maria Salviati und nach dessen Tod für dessen Verwandte. Ripas Werk, die Iconologia  von 1593 ist ein ikonografisches Wörterbuch, das zu einer unerschöpflichen Quelle für Kunst und Literatur des Barock geworden ist.
Nach dem großen Erfolg seines Buches, das er in seiner Freizeit geschrieben hatte, wurde er mit einem Adelstitel geehrt.

## Die Iconologia

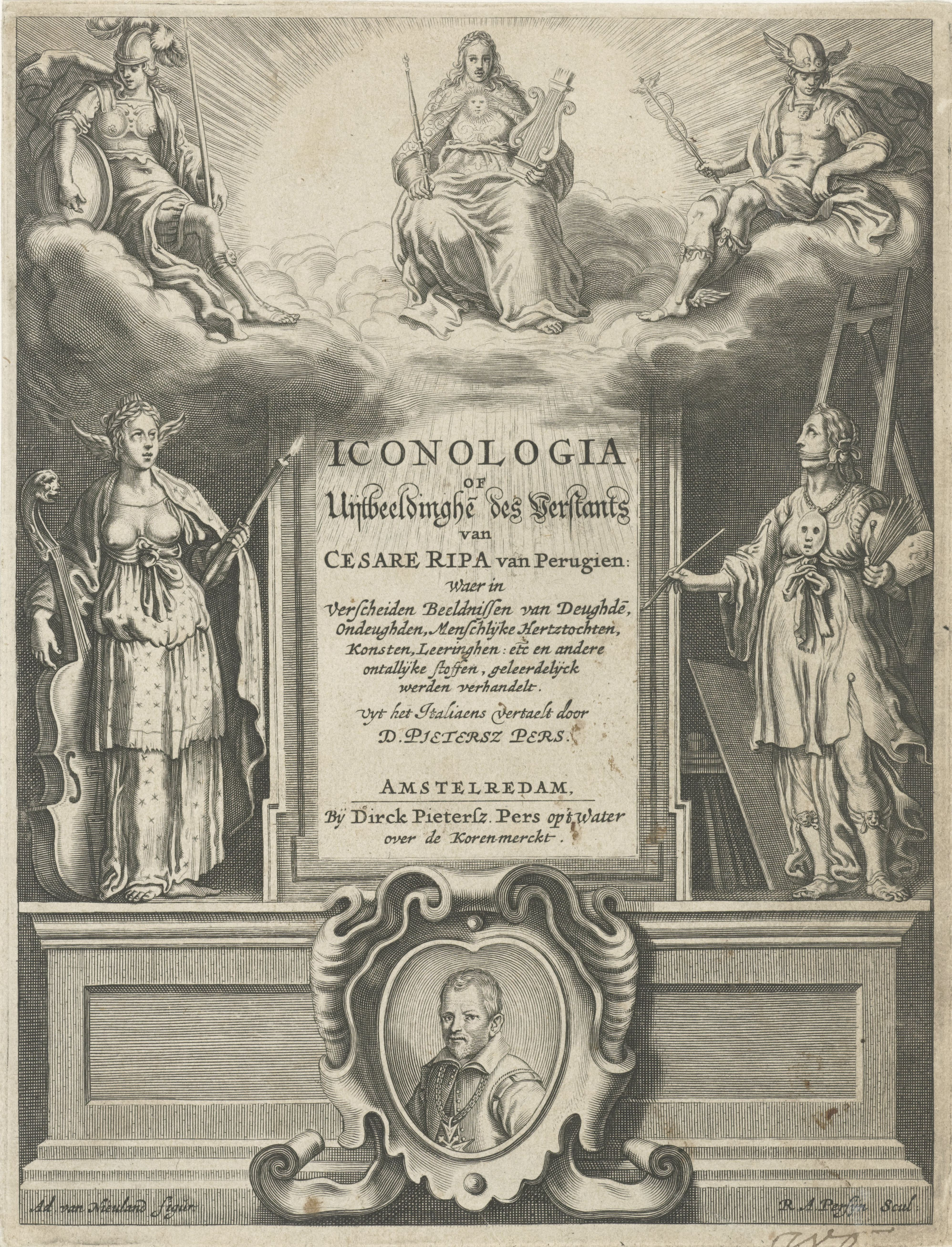
Cesare Ripa, Iconologia, of uytbeeldingen des verstands [Übersetzt aus dem Italienischen von] Dirck Pietersz. Pers. Amsterdam: Jacob Lescaille/Dirck Pietersz. Pers, 1644.

Die Iconologia overo Descrittione Dell’imagini Universali cavate dall’Antichità et da altri luoghi war ein erfolgreiches und folgenreiches Buch. Das Buch, das auf ägyptischen, griechischen und römischen Bild- und Schriftquellen basiert, wurde von Rhetorikern, bildenden Künstlern und Dichtern verwendet, um abstrakten Begriffen, wie Tugenden und Laster, Affekte und Leidenschaften, Künsten und Wissenschaften Gestalt zu geben. Das Buch war, gemäß einem in der Renaissance üblichen Verfahren, nicht systematisch, sondern alphabetisch angeordnet. Jedem Begriff entspricht im Buch eine Beschreibung der allegorischen Figur oder Personifikation, in der Art und Farbe ihrer Kleidung und ihre unterschiedlichen Attribute vorgegeben werden, einschließlich Belegen aus der Bibel oder der antiken Literatur. Für manche Personifikationen werden mehrere differierende Varianten vorgestellt. Erst 1603 erschien eine illustrierte Fassung mit 151 Bildern.
Zahlreiche Übersetzungen ins Italienische, Französische (1644, 1677, 1681 und 1698), ins Niederländische (zwischen 1644 und 1750), Deutsche (1670, 1704, und 1758–1760) und Englische (1709, 1779, 1785) belegen die große Nachfrage. Text und Illustrationen der einzelnen Ausgaben variieren stark. Die Hertelausgabe in Augsburg um 1758–1760 mit wenig Text, aber ausgezeichneten Kupferstichen von Jeremias Wachsmuth gehört zu den schönsten. Erst der Klassizist Johann Winckelmann hat sich kritisch zu Ripa geäußert.
Das Werk Ripas ist noch heute von Bedeutung für die Entschlüsselung sowohl barocker Allegorien als auch allegorischer Darstellungen des Klassizismus und des Historismus sowie für die Emblematik. Vor allem beim Werk von Johannes Vermeer und seinem Gemälde Die Malkunst wird die Iconologia von Ripa zur Deutung verwandt.

## Werke
- Iconologia Overo Descrittione Di Diverse Imagini cauate dall'antichità, & di propria inuentione. Rom, 1603 Digitale Ausgabe
- Iconologia overo Descrittione di diverse imagini cavate dall’ antichità, e di propria inventione. Reprograf. Nachdr. d. Ausg. Rom, Facij, 1603. With an introduction by Erna Mandowsky. Hildesheim ; New York : G. Olms, 1970